# Luksusowa

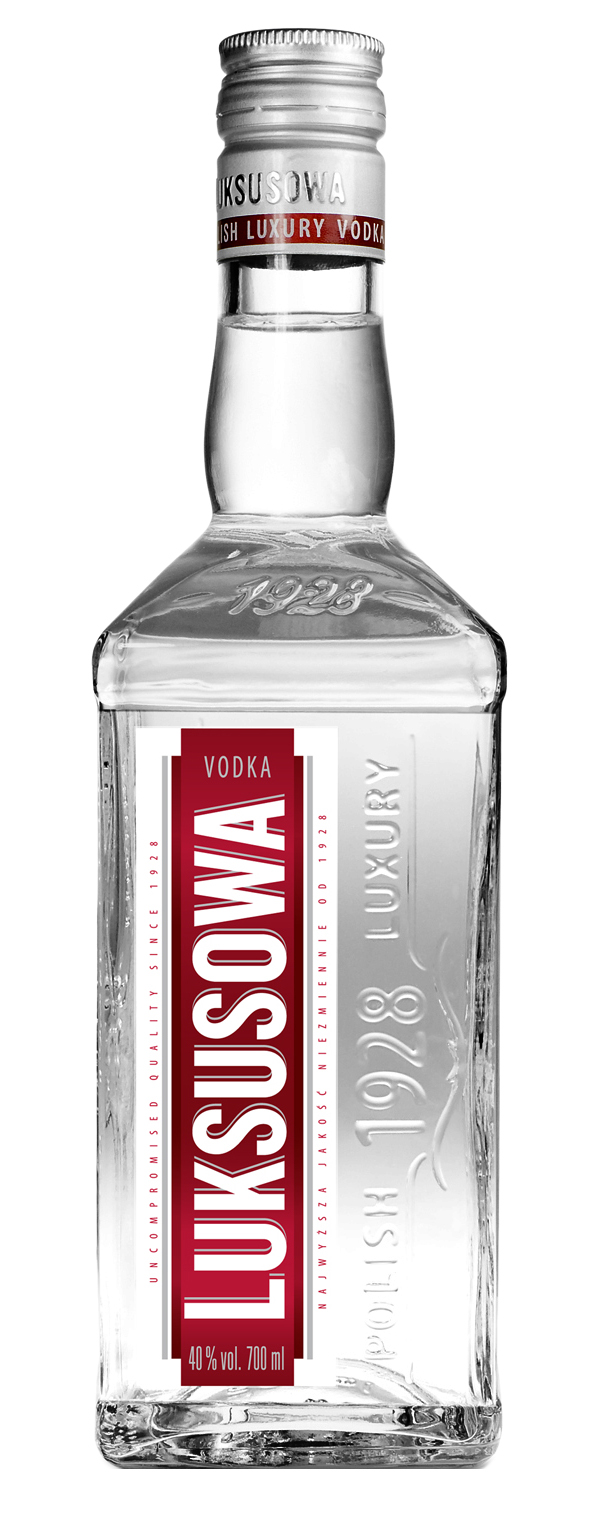
Luksusowa

Wódka Luksusowa – czysta wódka produkowana ze spirytusu ziemniaczanego oraz wody ze studni głębinowych. Jedna z najstarszych, współcześnie produkowanych polskich wódek, należąca obecnie do międzynarodowej grupy Pernod Ricard. Jedna z nielicznych, której receptura wciąż opiera się na spirytusie ziemniaczanym.

## Produkty
Marka Luksusowa, poza wódką czystą dostępną w pojemnościach: 0.2 l, 0.5 l, 0.7 l i 1 l, oferuje również w swoim asortymencie 4 warianty smakowe:
Luksusowa Gorzka – kompozycja naturalnych ekstraktów owoców oraz aromatycznych ziół i korzeni o cytrusowym aromacie i korzenno-słodkim smaku. Dostępna w pojemnościach: 0.1 l, 0.2 l i 0.5 l. 
Luksusowa Wiśniowa – likier wiśniowy, połączenie tradycyjnej metody produkcji i naturalnych składników, dzięki czemu zachowuje naturalny aromat, barwę i smak dojrzałych wiśni. Dostępna w pojemnościach: 0.1 l, 0.2 i 0.5 l.
Luksusowa Żurawina – aromatyczna wódka smakowa o smaku i zapachu owoców żurawiny. Dostępna w pojemności 0.5 l.
Luksusowa Dziki Cynamon – wódka smakowa z cynamonem.

## Historia
Luksusowa od początku swojego istnienia, czyli od 1928 roku, była najwyższej jakości wódką czystą, produkowaną z najbardziej oczyszczonego spirytusu, a przez to i najdroższą z wódek czystych w latach 20. XX wieku.
Produkcję Wódki Luksusowej uruchomiono w 1928 roku, w Wytwórni Wódek w Warszawie przy ulicy Ząbkowskiej. Wódki czyste dzielono wtedy na zwykłe, wyborowe i luksusowe. Podział ten wywodził się z gatunków spirytusów rektyfikowanych, z których wódki były produkowane. Spirytus zwykły, wyborowy i luksusowy różnił się poziomem czystości, czyli zawartością ubocznych składników fermentacji, a tym samym jakością smaku i zapachu. Z tej tradycji wywodzą się dwie najstarsze marki na polskim rynku Luksusowa i Wyborowa, których nazwa pochodzi właśnie od nazwy spirytusu używanego w produkcji. Tradycja nazewnictwa polskich wódek jest tak silnie zakorzeniona, że marki te, choć mają nazwy przymiotnikowe zostały zarejestrowane w Urzędzie Patentowym RP i za granicą. 
Najdroższy i najczystszy jest spirytus luksusowy i z niego produkowano wódki najwyższej jakości, takie jak Luksusowa. Ze spirytusów zwykłych wytwarzane były wódki najtańsze. 
Niespotykana poza Polską klasyfikacja spirytusów praktycznie niezmieniona przetrwała do dzisiaj, czyli przez prawie 100 lat. Podział spirytusów w zależności od stopnia oczyszczenia na trzy gatunki (w tym spirytus luksusowy) zachował się do dziś i występuje w aktualnej Polskiej Normie.
Na początku istnienia marki produkcja i sprzedaż wódek była regulowana przez Państwowy Monopol Spirytusowy. Reaktywowany po II wojnie światowej Państwowy Monopol Spirytusowy w 1951 r. przekształcony został w Centralny Zarząd Przemysłu Spirytusowego, następnie w 1959 r. w Zjednoczenie Przemysłu Spirytusowego. W 1973 r. w miejsce Zjednoczenia powołane zostało wielozakładowe Przedsiębiorstwo Przemysłu Spirytusowego "Polmos" w Warszawie, które funkcjonowało aż do roku 1990. Wszystkie zakłady z grupy PPS "Polmos" (~ 20) produkowały te same wyroby. W 1991 r. PPS „Polmos” zostało podzielone na 25 samodzielnych przedsiębiorstw "Polmos". Nadal wszystkie te przedsiębiorstwa miały prawo do produkcji tych samych wódek, w tym Luksusowej. W 1999 r. w drodze przetargu nastąpił podział ogólnopolmosowskich znaków towarowych pomiędzy poszczególne przedsiębiorstwa. Lubuska Wytwórnia Wódek Gatunkowych "Polmos" S.A. w Zielonej Górze kupiła najwyżej wycenioną markę – LUKSUSOWA i nabyła prawo własności i wyłącznego używania znaków Luksusowych dotyczących Wódki Luksusowej. W 2003 r. LWWG Polmos została częścią szwedzkiego koncernu V&S Vin & Sprit i zmieniła nazwę na V&S Luksusowa Zielona Góra S.A., a w 2008r. marka Luksusowa stała się częścią międzynarodowej korporacji Pernod Ricard.
Luksusowa to najstarszy znak towarowy wśród marek polskich wódek.
Aktualna, autentyczna receptura zakładająca stosowanie spirytusu luksusowego ziemniaczanego pozostaje niezmieniona, jedynie nowoczesne technologie oraz postęp techniczny pozwalają na uzyskiwanie coraz czystszego spirytusu.
Wizerunek wódki Luksusowa zmieniał się kilkakrotnie od roku 1928, czyli od daty jej powstania. Jednakże najważniejszym i wyróżniającym Luksusową od innych wódek była butelka o podstawie kwadratu, oraz pionowa, wąska etykieta. Od marca 2010 wódka Luksusowa zyskała nowy wizerunek.
Luksusowa to jedna z najczęściej nagradzanych polskich wódek – na przestrzeni 50 lat zdobyła 28 złotych medali w międzynarodowych konkursach jakości (pierwszy w 1962 r.).
Wódka Luksusowa eksportowana jest do: USA, Kanady, Niemiec, Wielkiej Brytanii, Chorwacji, Izraela, Australii.
W 2012 roku otrzymała także nagrodę International High Quality Trophy w konkursie organizowanym przez Monde Selection.